# Jean-Pierre Bonnefous
Pour les articles homonymes, voir Bonnefoux.
Jean-Pierre Bonnefous, né le 9 avril 1943 à Bourg-en-Bresse (Ain) et mort le 15 avril 2025 à Charlottesville (Virginie), est un danseur étoile et comédien français.

## Biographie
Jean-Pierre Bonnefous naît le 9 avril 1943 à Bourg-en-Bresse. Il intègre l'école de ballet de l'opéra de Paris à 9 ans en 1952. Il est admis dans le corps de ballet en 1959 et devient danseur étoile en 1964, à 21 ans,.
Il est particulièrement remarqué pour les créations de La Damnation de Faust (1964), Noces (1965) et de Webern op. 5 (1966), de Maurice Béjart. Il crée également en 1965 le rôle de Phœbus dans Notre-Dame de Paris de Roland Petit. 
En 1970, George Balanchine l’engage comme soliste au New York City Ballet ; il y interprète de nombreux rôles, notamment dans les pièces Agon, Valse, Orpheus, Who Cares?, Violin Concerto, Dances at a Gathering de Balanchine. Il danse également dans plusieurs pièces de Jerome Robbins.
Après avoir été en couple quelques mois à la fin des années 1960 avec Catherine Allégret, il épouse en 1973 la danseuse Patricia McBride. Après avoir quitté le New York City Ballet en 1980, il se consacre à la transmission. Avec son épouse, il dirige le département de la danse de l’université d’Indianapolis puis, à partir de 1996, le North Carolina Dance Theater (en) (devenu le Charlotte Ballet en 2014), qu’il quitte en 2017,.
Jean-Pierre Bonnefous meurt le 15 avril 2025 à Charlottesville en Virginie à l’âge de 82 ans,.

## Filmographie
- 1954 : Les Fruits sauvages d'Hervé Bromberger : José Manzana
- 1955 : Les Diaboliques d'Henri-Georges Clouzot : le jeune De Gascuel
- 1956 : Les carottes sont cuites de Robert Vernay : Ded Boyer
- 1964 : Le Récit de Rebecca de Paul Vecchiali : lui-même
- 1966 : L'Âge heureux (série TV) : Ivan Barlov, chorégraphe et danseur